# Andrew Tyrie
Andrew Guy Tyrie (Rochford (Essex), 15 januari 1957) is een Brits politicus. Hij is lid van de Conservative Party en vertegenwoordigt sinds 1 mei 1997 het kiesdistrict Chichester in het Lagerhuis. Op 10 juni 2012 werd hij aangesteld als voorzitter van de Treasury Select Committee (TSC). Als lid van deze commissie verricht hij onder meer een parlementair onderzoek naar het Barclays-schandaal.